# 櫻本のん
櫻本 のん（さくらもと のん、1983年6月22日 - ）は大阪府出身の元グラビアアイドル。2015年6月22日付のブログで、3年前の2012年に芸能界を引退したことを報告した。

## 人物・来歴
- 趣味：映画鑑賞、読書、音楽鑑賞
- 特技：料理、水泳

## 出演

### TV,CM
- 2009 MOND21『もっこりパラダイス』レギュラー
- 2009 コカコーラ「上出来カタログ2009」
- ミランカwebCM
- デジ屋台
- Berryta
- 『Qさま』アシスタント
- ガチンコ視聴率バトル（根本はるみ・小池栄子再現VTR）
- ドラマ「黒い太陽」「イケメンパラダイス」
- 夕刊フジ（木曜アシスタント）
- ジャンクスポーツ
- 『ぷっ』すま
- エンタの神様..など他

### 雑誌
- CAPA
- 漫画ゴラク巻頭
- 月刊ワールドジェットスポーツマガジン
- サブラ
- カスタムスクーター
- バイキチ（付録表紙）
- メルセデスベンツ
- プレイボーイ
- コリアンエンターテイメント...他

### イメージガール
- 2006-2007ピンクポリス
- 2006RQ.TV2006 準グランプリ
- 2008ファンタ フルフルシェイカーズ
- 2008サラブレッチョ
- 2008アメリカンカーフェスタ
- 2008s-cupラウンドガール
- 2009-2010ROARガール
- 2009-2010レボートガール

### モデル
- ワールドフェアー（任天堂ステージモデル）
- MINTIA（アサヒ）
- 2005 オートメッセグットイヤーブース
- 2005 FILA春夏コレクション
- 2005 オートトレンドCKカンパニーブース
- 2006 オートメッセアルパインブース
- 2008 キヤノン　フォトモデル
- 2008 東芝大晴快 記者発表
- 2008 SONY@アルファフォトモデル
- 2008 ウルトラバイオレット イメージモデル
- 2008 キヤノンパンフレットモデル
- 2009 ヴィクターエブリオパンフレットモデル
- 2009 softbankパンフレット
- 2009 『エブリオ』モデル
- 各種ステージ,ブライダルショーモデル

### レース
- 2004 スーパー耐久 J'sレーシング
- 2004 お台場ドリフトレース ユークス
- 2004 C-west走行会
- 2005 フォーミュラーM-1000
- 2005 DOCOMO大和高田店走行会
- 2005 2輪ロードレース櫻花
- 2008 ガレージプラスワン
- 2009 jsレーシングMME

### イベント
- 2007 剛腕グランプリ〜ラウンドガール優勝
- Dab各種イベント
- ZERO-ONE-MAX
- 「スーパーエンターテイメントフェスティバル2006 in 幕張」
- SHATEN〜アイドル展示会 in 横浜
- ヤマギワソフト,石丸電機,信長書店, ソフマップ...DVD発売イベント

## 主な出演作品

### DVD
- 櫻本のん NON（2006年6月16日、日本メディアサプライ）
- ノン★フィクション（2007年7月31日、ビデオメーカー）
- 濡時間(9)櫻本のん（2008年2月25日、ビデオメーカー）
- BUST BOOST(2008年5月23日、ビデオメーカー http://idol.forestofbreast.com/03/sakuramotonon/)